# Lepidopetalum
Lepidopetalum es un género con once especies de plantas de flores perteneciente a la familia Sapindaceae. 

## Especies seleccionadas
- Lepidopetalum australe
- Lepidopetalum fructoglabrum
- Lepidopetalum hebecladum
- Lepidopetalum jackianum
- Lepidopetalum micans
- Lepidopetalum montanum
- Lepidopetalum perrottetii
- Lepidopetalum subdichotomum
- Lepidopetalum tenax
- Lepidopetalum triloculare
- Lepidopetalum xylocarpum